# Ene
Ene (španělsky Río Ene; kečuánsky Iniy mayu) je řeka v provincii Satipo v Peru. Jedná se o název dolního toku řeky Apurímac od přítoku řeky Mantaro po přítok řeky Perené u Puerto Prado.
Údolí řeky Ene tvoří část území VRAEM (Valle de los Ríos Apurímac, Ene y Mantaro – „údolí řek Apurímac, Ene a Mantaro“), kde operují zbylé jednotky Světlé stezky, proti nimž vede peruánská vláda protiteroristickou operaci.

## Průběh toku
Vzniká soutokem řek Apurímac a Mantaro. Odtud se ubírá k severozápadu. Pod ústím levostranného přítoku Yaviro mění směr k severoseverovýchodu. Od ústí pravostranného přítoku Cutivireni směřuje k severoseverozápadu. Svou cestu končí soutokem s řekou Perené u Puerto Prado a jako pravá zdrojnice dává vzniknout řece Tambo.